# Melieria gangraenosa
Melieria gangraenosa är en tvåvingeart som först beskrevs av Georg Wolfgang Franz Panzer 1798.  Melieria gangraenosa ingår i släktet Melieria och familjen fläckflugor. Inga underarter finns listade i Catalogue of Life.